# ノイラミニダーゼ

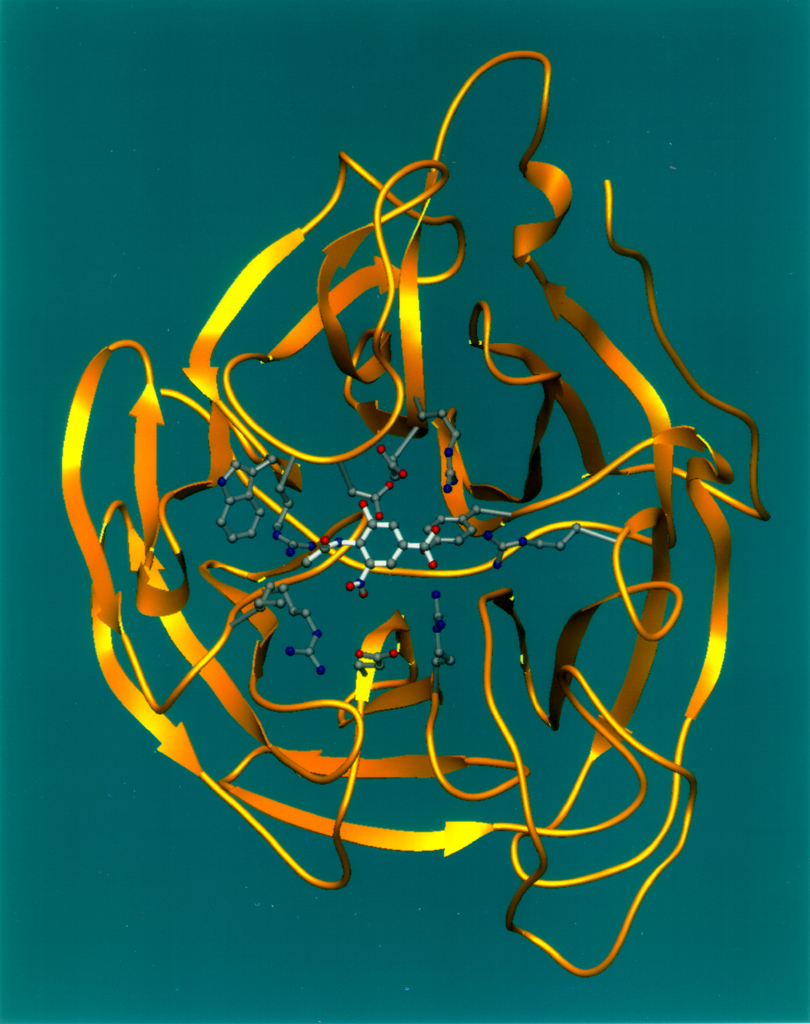
ノイラミニダーゼの模式図

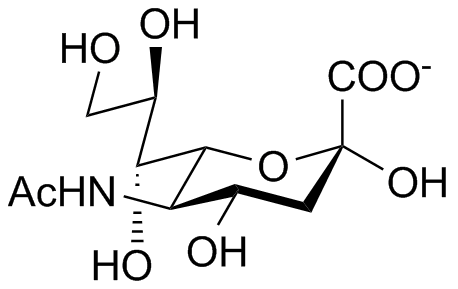
ノイラミン酸

ノイラミニダーゼ(Neuraminidase、EC 3.2.1.18)は、ノイラミン酸のグリコシド結合を切断するグリコシダーゼである。シアリダーゼ(Sialidase)とも呼ばれる。ノイラミニダーゼは、広範な生物で見つかっている大きな酵素のファミリーである。最も良く知られているものは、インフルエンザ感染の拡大を防ぐ薬のターゲットとなるウイルス・ノイラミニダーゼである。ウイルス・ノイラミニダーゼは、しばしばインフルエンザウイルス表面の抗原決定基として用いられている。ホモログはほ乳類の細胞中にも存在し、様々な機能を持つ。少なくとも4つのほ乳類のノイラミニダーゼのホモログは、ヒトゲノムにも含まれている (NEU1, NEU2, NEU3, NEU4)。
ノイラミニダーゼは、新しく形成されたウイルス粒子またはホスト細胞の受容体からの、シアル酸残基末端の加水分解を触媒する。この活性により、呼吸器官の粘膜中のウイルス粒子の運動性、また感染細胞で新しく生成したウイルス粒子の溶出が促進される。

## 反応
エンド型とエキソ型の2種類の方式で、ポリシアル酸を切断する。
- エキソ型 - 末端シアル酸残基のα-(2→3)-, α-(2→6)-, α-(2→8)-グリコシド結合を加水分解する[4][5]。
- エンド型 - オリゴまたはポリシアル酸の中の(2→8)-α-結合を加水分解する[5]。

| exo-α-sialidase                                 | exo-α-sialidase           |
| 識別子                                          | 識別子                    |
| ----------------------------------------------- | ------------------------- |
| EC番号                                          | 3.2.1.18                  |
| CAS登録番号                                     | 9001-67-6                 |
| データベース                                    |                           |
| IntEnz                                          | IntEnz view               |
| BRENDA                                          | BRENDA entry              |
| ExPASy                                          | NiceZyme view             |
| KEGG                                            | KEGG entry                |
| MetaCyc                                         | metabolic pathway         |
| PRIAM                                           | profile                   |
| PDB構造                                         | RCSB PDB PDBj PDBe PDBsum |
| 遺伝子オントロジー                              | AmiGO / QuickGO           |
| 検索 PMC articles PubMed articles NCBI proteins |                           |
| テンプレートを表示                              |                           |
| 検索                                            |                           |
| PMC                                             | articles                  |
| PubMed                                          | articles                  |
| NCBI                                            | proteins                  |

| 検索   | 検索     |
| ------ | -------- |
| PMC    | articles |
| PubMed | articles |
| NCBI   | proteins |

| endo-α-sialidase                                | endo-α-sialidase          |
| 識別子                                          | 識別子                    |
| ----------------------------------------------- | ------------------------- |
| EC番号                                          | 3.2.1.129                 |
| CAS登録番号                                     | 91195-87-8                |
| データベース                                    |                           |
| IntEnz                                          | IntEnz view               |
| BRENDA                                          | BRENDA entry              |
| ExPASy                                          | NiceZyme view             |
| KEGG                                            | KEGG entry                |
| MetaCyc                                         | metabolic pathway         |
| PRIAM                                           | profile                   |
| PDB構造                                         | RCSB PDB PDBj PDBe PDBsum |
| 遺伝子オントロジー                              | AmiGO / QuickGO           |
| 検索 PMC articles PubMed articles NCBI proteins |                           |
| テンプレートを表示                              |                           |
| 検索                                            |                           |
| PMC                                             | articles                  |
| PubMed                                          | articles                  |
| NCBI                                            | proteins                  |

| 検索   | 検索     |
| ------ | -------- |
| PMC    | articles |
| PubMed | articles |
| NCBI   | proteins |

## 亜型
2006年10月時点で、Swiss-Protには、様々な生物種からの137種類のノイラミニダーゼが登録されている。インフルエンザウイルスのノイラミニダーゼには9つの亜型が知られており、そのほとんどはアヒルかニワトリで見られる。亜型N1及びN2は、ヒトのインフルエンザの流行と関連がある。
以下は、ノイラミニダーゼの大きな分類である。
- ウイルス・ノイラミニダーゼ
- 細菌ノイラミニダーゼ
- ほ乳類ノイラミニダーゼ

| sialidase 1 (lysosomal sialidase) | sialidase 1 (lysosomal sialidase) |
| 識別子                            | 識別子                            |
| --------------------------------- | --------------------------------- |
| 略号                              | NEU1                              |
| Entrez                            | 4758                              |
| HUGO                              | 7758                              |
| OMIM                              | 608272                            |
| RefSeq                            | NM_000434                         |
| UniProt                           | Q99519                            |
| 他のデータ                        |                                   |
| 遺伝子座                          | Chr. 6 p21                        |
| テンプレートを表示                |                                   |

| sialidase 2 (cytosolic sialidase) | sialidase 2 (cytosolic sialidase) |
| 識別子                            | 識別子                            |
| --------------------------------- | --------------------------------- |
| 略号                              | NEU2                              |
| Entrez                            | 4759                              |
| HUGO                              | 7759                              |
| OMIM                              | 605528                            |
| RefSeq                            | NM_005383                         |
| UniProt                           | Q9Y3R4                            |
| 他のデータ                        |                                   |
| 遺伝子座                          | Chr. 2 q37                        |
| テンプレートを表示                |                                   |

| sialidase 3 (membrane sialidase) | sialidase 3 (membrane sialidase) |
| 識別子                           | 識別子                           |
| -------------------------------- | -------------------------------- |
| 略号                             | NEU3                             |
| Entrez                           | 10825                            |
| HUGO                             | 7760                             |
| OMIM                             | 604617                           |
| RefSeq                           | NM_006656                        |
| UniProt                          | Q9UQ49                           |
| 他のデータ                       |                                  |
| 遺伝子座                         | Chr. 11 q13.5                    |
| テンプレートを表示               |                                  |

| sialidase 4        | sialidase 4  |
| 識別子             | 識別子       |
| ------------------ | ------------ |
| 略号               | NEU4         |
| Entrez             | 129807       |
| HUGO               | 21328        |
| OMIM               | 608527       |
| RefSeq             | NM_080741    |
| UniProt            | Q8WWR8       |
| 他のデータ         |              |
| 遺伝子座           | Chr. 2 q37.3 |
| テンプレートを表示 |              |

## 構造
インフルエンザウイルスのノイラミニダーゼは、ウイルス表面にキノコ型の突出部として存在する。共通平面上の4つのほぼ球形のサブユニットから構成される頭部と、ウイルス膜の内側に埋め込まれている疎水部を持ち、ヘマグルチニンの抗抗原と反対の方向を向いた1本のポリペプチド鎖から構成される。ポリペプチド鎖内の6つの極性アミノ酸残基が保存され、その後には親水的なアミノ酸残基が続く。二次構造では、βシートが支配的である。
近年出現したオセルタミビルとザナミビルに耐性を持つヒトインフルエンザウイルスA(H1N1) H274Yに対しては、酵母で生成した2つの人工四量体ドメインを組み合わせることで、純度が高く安定で大量の組換ノイラミニダーゼを得られる発現系の必要性が強調されている。

## 作用機構
インフルエンザのノイラミニダーゼの作用機構は、Taylorらによって研究され、右図のようであることが示された。酵素の触媒過程は4つの段階からなる。1段階めは、シアロシドがシアリダーゼに結合した時に、α-シアロシドが歪み、2C5椅子型構造（溶液の中で最低エネルギー）から擬舟型構造に変化する。2段階目ではオキソカルボカチオン中間体、即ちシアロシルカチオンが形成される。3段階めで、最初はα-アノマーとしてNeu5Acが形成され、その後変旋光して、より熱安定性を持つβ-Neu5Acとして放出される。

## 阻害剤
ノイラミニダーゼ阻害薬は、インフルエンザウイルスの拡散防止に効果がある。ザナミビルは吸入、オセルタミビルは経口、ペラミビルは静脈又は筋肉注射によって投与される。
インフルエンザウイルス粒子の表面には、主なタンパク質が2種類存在する。1つはレクチンヘマグルチニンタンパク質で、3つの比較的浅いシアル酸結合部位を持つ。もう1つはノイラミニダーゼで、ポケット状の活性部位を持つ。活性部位が比較的深く、低分子量の阻害薬が自由に遷移状態の複合体を作れるため、ノイラミニダーゼはヘマグルニチンよりも好ましい抗インフルエンザウイルス薬のターゲットとなる。いくつかのインフルエンザウイルスのノイラミニダーゼのX線結晶構造が明らかになると、構造に基づいた阻害薬設計が可能となった。
不飽和シアル酸（N-アセチルノイラミン酸［Neu5ac］)誘導体の2-デオキシ-2,3-ジデヒドロ-D-N-アセチルノイラミン酸(Neu5Ac2en)や遷移状態のシアロシルカチオンアナログは、有望な阻害薬の核になると信じられている。さらに、Neu5Ac2enを構造的に修飾することで、さらに効果的な阻害薬ができると考えられている。
多くのNeu5Ac2en由来の化合物が合成され、ノイラミニダーゼ阻害活性が試験された。例えば、4位が置換した誘導体である4-アミノ-Neu5Ac2enは、Neu5Ac2enよりも阻害作用が2桁大きく、ザナミビルとして市販される4-グアニジノ-Neu5Ac2enはvon Itzsteinらによって設計された。一連のアミド結合C9置換Neu5Ac2enは、MegeshらによってNEU1の阻害薬として作用することが報告されている。